# Hollywood (film)
Hollywood eller Skandal i Hollywood (originaltitel: A Star Is Born) är en amerikansk dramafilm från 1937 i regi av William A. Wellman. I huvudrollerna ses Janet Gaynor och Fredric March. Filmen är en omarbetning av en tidigare film, What Price Hollywood? från 1932, som även den producerades av David O. Selznick. Den har även filmats i ytterligare tre versioner: en från 1954 med Judy Garland och James Mason, en från 1976 med Barbra Streisand och Kris Kristofferson och en från 2018 med Lady Gaga och Bradley Cooper.

## Handling
Filmen handlar om en alkoholiserad skådespelare i Hollywood (spelad av Fredric March), som på en fest träffar på en ung kvinna (Janet Gaynor) som länge försökt bli skådespelerska. Han hjälper henne att få en roll i en film, och hon lyckas bli storstjärna, men samtidigt får han själv sparken och blir alltmer alkoholiserad.

## Rollista i urval
| Janet Gaynor    | – Esther Blodgett / Vicki Lester |
| Fredric March   | – Norman Maine                   |
| Adolphe Menjou  | – Oliver Niles                   |
| May Robson      | – Lettie Blodgett                |
| Andy Devine     | – Daniel "Danny" McGuire         |
| Lionel Stander  | – Matt Libby                     |
| Owen Moore      | – Casey Burke                    |
| Peggy Wood      | – Miss Phillips                  |
| Elizabeth Jenns | – Anite Regis                    |
| Edgar Kennedy   | – Pop Randall                    |
| Clara Blandick  | – Aunt Mattie                    |

## Produktion, distribution och mottagande
Den alkoholiserade filmstjärnan, Norman Maine, som här spelas av Fredric March baseras på flera samtida skådespelare, bland annat John Barrymore och John Gilbert, som båda missbrukade alkohol. I filmen hamnar Norman Maine på ett sanatorium för att bli kvitt sina alkoholproblem, vilket Barrymore också hade varit på. I en scen tvingas Norman Maine offentligt att be om att få ett arbete, vilket även hade hänt John Gilbert sedan MGM-chefen Louis B. Mayer hade börjat tala illa om honom.
Filmen fick flera Oscarsnomineringar, bland andra som bästa berättelse (Wellman och Carson vann), bästa film, bästa manliga huvudroll, bästa kvinnliga huvudroll och bästa regissör.
Hollywood har visats i SVT, bland annat i maj 2019, i februari 2022 och i november 2024.